# 鳥越俊太郎
鳥越俊太郎（日语：／ Torigoe Shuntarō；1940年3月13日—），為日本電視主持人，鳥越製粉創業者鳥越彥三郎（鳥越 彦三郎）的曾孫，歌手鳥越沙也加為其次女。

## 個人經歷
鳥越俊太郎出生於福岡縣浮羽郡吉井町（現今浮羽市），久留米大學附設高等學校畢業後，1958年進入京都大學文學部心理學科就讀，之後轉系至史學科專攻國史學。1965年進入每日新聞社，於新潟支局工作。1968年10月結婚後，轉任職於每日新聞社轄下的週刊《Sunday每日》（サンデー毎日）編輯部。
1984年至1985年間，以每日新聞社駐德黑蘭特派員身分報導兩伊戰爭。1988年4月，升任《Sunday每日》編輯長。1989年8月自每日新聞社離職，同年10月轉任朝日電視台《THE SCOOP》主持人。2003年就任關西大學社會學部教授。
2006年8月28日，《OhmyNews》日語版開站，鳥越俊太郎擔任第一任編輯長。
2007年東京都知事選舉前，民主黨曾詢問鳥越俊太郎，有意推舉為東京都知事候選人；然而當時鳥越俊太郎仍在癌症治療中，所以放棄。2007年6月1日，鳥越俊太郎辭去《OhmyNews》日語版編輯長職務。
2016年7月，鳥越俊太郎被民進黨等推舉參選東京都知事。2016年7月12日，鳥越俊太郎宣布參選東京都知事；但選前被《週刊文春》爆料曾企圖非禮女大學生未遂，最終以第三高票落選。

## 外部連結
- 鳥越俊太郎官方網站 （页面存档备份，存于）
- 鳥越俊太郎的X（前Twitter）